# Публий Рутилий
Публий Рутилий (на латински: Publius Rutilius) е политик на Римската република през 2 век пр.н.е. Произлиза от фамилията Рутилии.
През 169 пр.н.е. той е народен трибун заедно с Квинт Воконий Сакса. Тази година консули са Квинт Марций Филип и Гней Сервилий Цепион. Той е в опозиция на двамата цензори Гай Клавдий Пулхер и Тиберий Семпроний Гракх Стари и ги съди за perduellio (per duellum) (държавна измяна). Спасява ги популярността на Гракх Стари.